# Adalberto González
Adalberto David González Ybarrola, más conocido como Adalberto González (San Pedro del Paraná, departamento de Itapúa; 13 de noviembre de 1989) es un futbolista paraguayo que juega como centrodelantero. Actualmente se encuentra sin equipo.

## Trayectoria deportiva
Adalberto comenzó a practicar fútbol desde muy temprana edad, en una de sus primeras incursiones como jugador amateur jugó en el club Central de Yatytay, pero más tarde se trasladaría a la ciudad Encarnación a proseguir con sus estudios.
Según cuenta el mismo jugador, un día luego de ser observado por un técnico de fútbol recibió la invitación para competir en San Juan Bautista en Misiones, donde permaneció por dos años.
Su notable performance y habilidad natural para marcar goles hicieron que Adalberto recibiera ofertas para probar suerte en clubes de Asunción. Pronto sería contratado por el club River Plate de la capital, sin embargo no contó con muchas chances en el equipo y fue cedido a equipos menores del Ascenso como Martín Ledesma de Capiatá, Olimpia de Itá y Cristóbal Colón de Ñemby.

### Sportivo San Lorenzo y debut en Primera División
En 2014 tuvo la oportunidad de unirse a las filas del Sportivo San Lorenzo que en ese entonces competía en el torneo de la Intermedia y que el mismo año lograría el ascenso a la Primera División. Durante su experiencia en San Lorenzo, Adalberto fue autor de goles importantes que más tarde le valieron firmar un contrato de cuatro temporadas con el Rayadito.
Fue una de las principales cartas de gol del equipo campeón de la Intermedia 2014 anotando 5 goles en aproximadamente 20 partidos jugados y quedando como segundo máximo goleador del equipo solo por detrás de Javier González quien anotó 7 dianas. 
Con San Lorenzo compite por primera vez en su carrera en la División de Honor del fútbol paraguayo debutando en el Torneo Apertura 2015, donde marcaría 5 goles en 19 partidos y, a raíz de sus buenas actuaciones con el equipo santo, varios equipos de mayor calibre demostraron su interés por el goleador itapuense.

### Olimpia
El 3 de junio de 2015 se informa que Adalberto firma un contrato con el club Olimpia, ni más ni menos que el equipo más laureado del balompié guaraní a nivel local e internacional. Durante su estadía en Para Uno, Adalberto no dispuso de muchos minutos de juego pero aun así formó parte del equipo que se consagró campeón del Torneo Clausura 2015, título que supuso la estrella número 40 para el club franjeado a nivel local.

### Sportivo Luqueño
En vista a las escasas oportunidades de jugar en Olimpia, el 31 de diciembre de 2015 se anunció que Adalberto sería cedido a préstamo al Sportivo Luqueño de cara a la temporada 2016.

## Clubes
| Club                           | País      | Año         |
| ------------------------------ | --------- | ----------- |
| San Lorenzo                    | Paraguay  | 2014 - 2015 |
| Olimpia                        | Paraguay  | 2015        |
| Sportivo Luqueño               | Paraguay  | 2016        |
| Deportivo Capiatá              | Paraguay  | 2016        |
| Atlético Bucaramanga           | Colombia  | 2017        |
| San Lorenzo                    | Paraguay  | 2017        |
| Independiente CG               | Paraguay  | 2018        |
| Sportivo Iteño                 | Paraguay  | 2018        |
| Deportivo Recoleta             | Paraguay  | 2021        |
| Club Pilcomayo F.B.C.          | Paraguay  | 2021        |
| Club Social y Deportivo Zacapa | Guatemala | 2022        |
| Deportivo Itapuense            | Paraguay  | 2022        |
| Crucero del Norte              | Argentina | 2023        |

## Palmarés
| Título              | Club        | País     | Año  |
| ------------------- | ----------- | -------- | ---- |
| División Intermedia | San Lorenzo | Paraguay | 2014 |
| Torneo Clausura     | Olimpia     | Paraguay | 2015 |

## Estilo de juego
Adalberto es un delantero corpulento que destaca por su potencia física, su capacidad de maniobrar con la pelota de espaldas al arco rival y su velocidad a la hora de desmarcarse. Gracias a sus 1,85 de altura posee un buen juego aéreo y además es capaz de rematar con precisión a portería utilizando ambas piernas.
Hasta el momento, fue el segundo máximo goleador del Sportivo San Lorenzo en Segunda División y el goleador absoluto del equipo que compitió en Primera División durante la temporada 2015.